# 弗雷德里克·格里菲斯
弗雷德里克·格里菲斯（Frederick Griffith，1879年10月3日—1941年）是一位英國細菌學家、傳染病學家與肺炎病理學家。1928年1月進行了一項「格里菲斯實驗」，他透過肺炎鏈球菌（學名：Streptococcus pneumoniae）進行實驗，發現細菌品系間可以互相轉換，並改變其形態與功能，這項發現稱為轉型定律。後來奧斯瓦爾德·埃弗里等人發現其中原理為DNA的轉移。